# Калиновка Вторая (Винницкая область)
Калиновка Вторая (укр. Калинівка Друга) — посёлок, входит в Калиновский район Винницкой области Украины.
Население по переписи 2001 года составляло 253 человека. Почтовый индекс — 22436. Телефонный код — 04333. Занимает площадь 12,5 км².

## Местный совет
22400, Вінницька обл., Калинівський р-н, м. Калинівка, вул. Вадима Нестерчука, 47